# Pandanus kaviengensis
Pandanus kaviengensis är en enhjärtbladig växtart som beskrevs av Harold St.John. Pandanus kaviengensis ingår i släktet Pandanus och familjen Pandanaceae. Inga underarter finns listade.